# Luis Santos
Luis Gustavo Santos Paulino (né le 11 février 1991 à Bonao en République dominicaine) est un lanceur droitier de la Ligue majeure de baseball.

## Carrière
Luis Santos signe son premier contrat professionnel en 2011 avec les Pirates de Pittsburgh. Les Pirates échangent Santos et le lanceur gaucher des ligues mineures Luis Rico aux Royals de Kansas City le 28 novembre 2012 en retour du lanceur droitier Vin Mazzaro et de Clint Robinson, un joueur de premier but. Après avoir évolué en ligues mineures avec des clubs affiliés aux Pirates en 2011 et 2012, Santos joue deux saisons dans l'organisation des Royals. Il est mis sous contrat avant la saison 2015 par les Blue Jays de Toronto.
Luis Santos fait ses débuts dans le baseball majeur avec Toronto le 2 septembre 2017 comme lanceur de relève face aux Orioles de Baltimore.